# エマグラム
エマグラム（英: emagram）は、気象に用いられる断熱図（熱力学ダイアグラム）の1つであり、横軸に気温を常数目盛で、縦軸に気圧を対数目盛でとったグラフ上に、ある地点の上空の気圧と気温および露点の関係をプロットしたものである。ある地点の上空における大気の安定度を評価するために用いられる。

## エマグラム用紙の概略

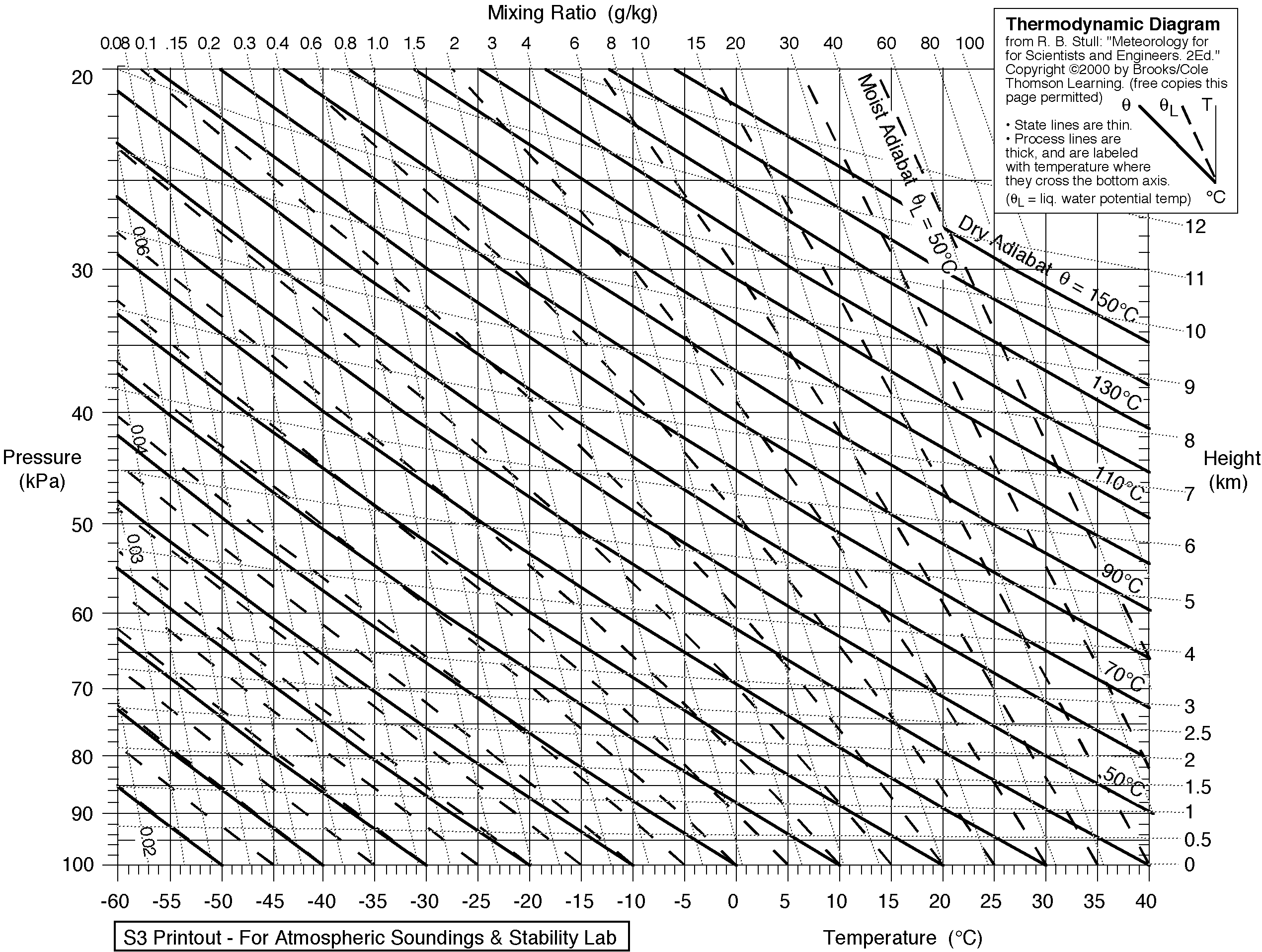
エマグラム用紙の例。
Dry Adiabat: 乾燥断熱線
Moist Adiabat: 湿潤断熱線
Mixing Ratio: 等混合比線

エマグラムのグラフ用紙には、乾燥断熱線（かんそうだんねつせん）、湿潤断熱線（しつじゅんだんねつせん）、等混合比線（とうこんごうひせん）の3種類の線が引かれている。乾燥断熱線は水蒸気で飽和していない空気を断熱的に高度を上昇または下降させたときにその空気の気温と気圧がどのように変化するかを表している。湿潤断熱線は水蒸気で飽和した空気を断熱的に高度を上昇または下降させたときにその空気の気温と気圧がどのように変化するかを表している。等混合比線は乾燥空気1kgあたりの飽和水蒸気量のグラム数（混合比）が一定となる気圧と気温の関係を表している。
実際にエマグラムを利用するときには、対象地点の上空の実際の気温や露点温度を表す状態曲線（じょうたいきょくせん、process curve）を記入する。露点温度の状態曲線はは必ず気温の状態曲線の左側にくる。

### 他の断熱図との違い
エマグラムは、気温を縦の直線（常数）、気圧を横の直線（対数）で表すので「T log-P図」ともいう。これに対して、
- 気温が直線だが右上-左下方向に傾いているものをSkew-T log-P図（スキューエマグラム）という。
- 気圧の代わりに温位を横の直線（対数）で表し、軸はそのままに等温線と等温位線を時計回りに45度回転させたものをテヒグラムという。

## エマグラムの利用
ある地点のある高度にある空気を強制的に上昇させることを考える。するとエマグラム上ではこの空気の気温は乾燥断熱線に沿って移動する。一方、露点は等混合比線に沿って移動する。乾燥断熱線の傾きの方が等混合比線の傾きより大きいので、ある気圧で気温と露点が一致する。すなわち空気が水蒸気で飽和して雲が発生する。この点は持ち上げ凝結高度（もちあげぎょうけつこうど、英: Lifting Condensation Level、LCL）と呼ばれ、観測される雲底の高度とほぼ一致する。さらに空気を強制的に上昇させると、水蒸気で飽和しているためこの空気の気温は湿潤断熱線に沿って移動する。
もし強制的に上昇させている空気の気温がある高度で実際に観測されている気温より高くなる場合、その空気は周囲の空気よりも軽くなり強制的に上昇させなくても自力で上昇できるようになる。この点は自由対流高度（じゆうたいりゅうこうど、英: Level of Free Convection、LFC）と呼ばれる。自由対流高度が存在する場合、積乱雲のような対流雲が発達する。

## 考案と利用の歴史
19世紀中盤に大気熱力学の研究が進む中で、1884年にハインリヒ・ヘルツによって初めて考案された。その後、Neuhoff、Vaisala、A. Refsdalらは他の断熱図との比較や再分類を行ったため、"Neuhoff diagram"（ニューホフ図）などの別名で呼ぶ場合がある。Refsdalは図の性質を短く表現した"energy per unit mass diagram"（単位質量当たりのエネルギー図）から"emagram"という略称を作った。但し、これは後に考案された他の断熱図にも当てはまる性質であるが、初めに命名されたので変わらずに用いられている。発表後大気熱力学の研究、また実用の天気予報にも広く利用されるようになっていった。日本でも、この分野の断熱図の中では現在最もよく使用されている。